# Chaetodiplosis tropica
Chaetodiplosis tropica är en tvåvingeart som beskrevs av Jean-Jacques Kieffer 1913. Chaetodiplosis tropica ingår i släktet Chaetodiplosis och familjen gallmyggor.
Artens utbredningsområde är Tanzania. Inga underarter finns listade i Catalogue of Life.